# SkyscraperPage
SkyscraperPage (від англ. «хмарочос-сторінка») — всесвітній англомовний сайт про хмарочоси. Крім хмарочосів, на сайті є ілюстрована інформація про багато інших висотних споруд (вежі, антени-щогли, димарі, мости тощо), усього 88,3 тисячі споруд (лютий 2012). Головна оригінальна відмінність SkyscraperPage від інших сайтів подібної тематики — діаграми споруд.

## Історія
12 грудня 1997 р. Д. Леблан запустив сторінку Nalyd's Skyscraper Page, де опублікував свої діаграми хмарочосів. Згодом до нього приєднались декілька ілюстраторів. З ростом сайту в 1998 р. його було перейменовано в SkyscraperPage, а в 1999 р. було включено форум сайта. В 2000 р. з'явилась система пошуку в базі даних сайту, а в 2003 р. було видано перший плакат. В 2003—2006 гг. існувала галерея, але через перевантаження сервера зображеннями її було закрито.

## Статистика сайту
Станом на лютий 2012 року, база даних сайту містила таку кількість видів будівель:
75700 — хмарочоси та висотні будівлі (вище 35 м і/або 12 поверхів);
2100 — вежі;
1400 — щогли;
1100 — димарі;
1050 — церкви та мечеті;
290 — мости;
240 — стадіони;
130 — атракціони;
70 — статуї.
Статистика за станом споруд:
75100 — збудовані;
4000 — що плануються;
3600 — неіснуючі;
2800 — що будуються;
2300 — зруйновані;
500 — будівництво яких почато, але зупинено.

## Діаграми
Діаграми SkyscraperPage — унікальне зібрання зображень будівель у строгому масштабі — в 1 пікселі 1 метр. Відділення діаграм було створено у 1997 р. Нині сайт містить більш 40700 повнокольорових зображень майже 29900 будинків і споруд (лютий 2012). Користувачі сайту можуть вишукувати споруди по черзі за видом, станом, розташуванню, висоті, рокам побудови й іншими критеріями у програмі пошуку.
Кожний, ставши членом міжнародної асоціації ілюстраторів SkyscraperPage (SSPIA), може намалювати зображення будови за певними правилами, яке потім буде затверджено старшим комітетом редакторів сайту.
Діаграми SkyscraperPage, як наглядний посібник про висотні будови, публікуються у багатьох авторітетних газетах і журналах світу. Крім того, сайт продає власні плакати.

## Форум
SkyscraperPage — третій за популярністю у світі архітектурний форум, присвячено таким: нові проекти, планування міст, архітектура регіонів, фотографії міського краєвиду, при цьому особлива увага надається власне хмарочосам. Спеціальний відділ працює з діаграмами. Форум забезпечується програмою vBulletin.